# Station Warszawa Miedzeszyn
Station Warszawa Miedzeszyn is een spoorwegstation in het stadsdeel Wawer in de Poolse hoofdstad Warschau.